# Els contes del mico d'or
Els contes del mico d'or (títol original en anglès: Tales of the Gold Monkey), és una sèrie de televisió d'aventures, emesa originalment per l'ABC des del 22 de setembre de 1982 a l'1 de juny de 1983. La sèrie presentava alguns elements característics de la pel·lícula A la recerca de l'arca perduda, estrenada un any abans. El creador, Donald Bellisario, va dir que es va basar en la pel·lícula Només els àngels tenen ales (Howard Hawks, 1939). Fou emesa doblada en català pel K3.
Ambientada a l'illa fictícia de Bora Gora, el 1938, se centra en les aventures de Jack Cutter, pilot del Cutter's Goose, un hidroavió de transport de mercaderies, que es veu embolicat en innombrables peripècies propiciades per l'ambient prebèl·lic del moment.

## Capítols
| nº | Títol original                    | Títol en català                    | Estrena          |
| -- | --------------------------------- | ---------------------------------- | ---------------- |
| 1  | Tales of the Gold Monkey (Part 1) | Els contes del mico d'or (Pilot 1) | 22 setembre 1982 |
| 2  | Tales of the Gold Monkey (Part 2) | Els contes del mico d'or (Pilot 2) | 22 setembre 1982 |
| 3  | Shanghaied                        | Segrestat                          | 29 setembre 1982 |
| 4  | Black Pearl                       | La perla negra                     | 13 octubre 1982  |
| 5  | Legends Are Forever               | Les llegendes són per sempre       | 20 octubre 1982  |
| 6  | Escape from Death Island          | L'evasió de l'illa de la mort      | 27 octubre 1982  |
| 7  | Trunk from the Past               | El bagul del passat                | 3 novembre 1982  |
| 8  | Once a Tiger...                   | Ànima de tigre                     | 17 novembre 1982 |
| 9  | Honor Thy Brother                 | Per l'honor del meu germà          | 24 novembre 1982 |
| 10 | The Lady and the Tiger            | La dama i el tigre                 | 8 desembre 1982  |
| 11 | The Late Sarah White              | La difunta Sarah White             | 22 desembre 1982 |
| 12 | The Sultan of Swat                | L'as del beisbol                   | 5 gener 1983     |
| 13 | Ape Boy                           | El nen simi                        | 12 gener 1983    |
| 14 | God Save the Queen                | Deu salvi a la reina               | 19 gener 1983    |
| 15 | High Stakes Lady                  | Afortunada en el joc               | 26 gener 1983    |
| 16 | Force of Habit                    | La força de l'habit                | 2 febrer 1983    |
| 17 | Cooked Goose                      | Sabotatge                          | 4 març 1983      |
| 18 | Last Chance Louie                 | La sentència d'en Louie            | 11 març 1983     |
| 19 | Naka Jima Kill                    | L'assassinat d'en Naka Jima        | 18 març 1983     |
| 20 | Boragora or Bust                  | La mina o la vida                  | 25 març 1983     |
| 21 | A Distant Shout of Thunder        | El brogit d'un tro llunyà          | 8 abril 1983     |
| 22 | Mourning Becomes Matuka           | Dol a Matuka                       | 1 juny 1983      |